# Cerodontha macrophalloides
Cerodontha macrophalloides este o specie de muște din genul Cerodontha, familia Agromyzidae, descrisă de Mitsuhiro Sasakawa în anul 1992.
Este endemică în Peru. Conform Catalogue of Life specia Cerodontha macrophalloides nu are subspecii cunoscute.